# 초려이유태유고 (대전광역시 유형문화재)
초려이유태유고(草廬李惟泰遺稿)는 충청남도 공주시에 있는, 이유태(1607∼1684)가 남긴 가훈이다. 1989년 3월 18일 대전광역시의 유형문화재 제11호로 지정되었다.

## 개요
이 유고는 초려 이유태(1607∼1684)선생이 영변에 유배되어 있을 때 쓴 가훈이다.
이유태는 조선 현종 때의 학자로서, 사계 김장생에게 학문을 배웠으며, 예학에 이름이 높았다. 학문으로 이름이 높아 인조 때 세자의 사부를 지냈고, 이조참의, 승지, 대사헌 등을 지내는 동안 국정을 운영하는데 많은 기여를 하였다. 숙종 원년(1675) 제 2차 예송논쟁이 일어나자 남인의 배척을 받아 영변에 유배되었다가 5년만에 풀려났다. 특히 효종 때는 송시열, 송준길과 함께 북벌계획에 참여하기도 하였다.
이 유고는 그의 나이 73세로 유배에서 풀려날 길이 막연한 심정에서 가정일을 부탁하며 19개 부분에 대하여 적어보낸 것으로, 그 내용은 다음과 같다.
1. 사당지의(祠堂之儀) 
2. 시제지의(時祭之儀) 
3. 기제지의(忌祭之儀) 
4. 묘제지의(墓祭之儀) 
5. 상장지의(喪葬之儀) 
6. 거실지의(居室之儀) 
7. 제산지의(制産之儀) 
8. 숭절지의(崇節之儀) 
9. 불우지의(不虞之儀) 
10. 매전지의(買田之儀) 
11. 치포전지의(治圃田之儀) 
12. 가연지의(家宴之儀) 
13. 대빈지의(待貧之儀) 
14. 화수지의(花樹之儀) 
15. 관혼지의(冠婚之儀) 
16. 사상지계(四喪之契) 
17. 거향지도(居鄕之道) 
18. 대고구지도(待故舊之道) 
19. 처세지도(處世之道)

## 같이 보기
- 이유태
- 초려이유태유고 - 충청남도 유형문화재 제104호

## 참고 자료
- 초려이유태유고 - 국가유산청 국가유산포털